# Anica in Jakob
Anica in Jakob sta glavna literarna junaka desetih knjig iz zbirke Anica, ki jo je napisala Desa Muck. Pisateljica piše predvsem za mladino, v svojih delih (zbirka Blazno resno o, Sama doma, Hči lune idr.) pa spretno povezuje napetost, humor in probleme odraščanja, ki se najbolj kažejo v odnosu do odraslih. 
Celotno zbirko Anica je ilustrirala Ana Košir.

## Predstavitev literarnih likov
Anica
Že naslov knjige nam pove, da je glavni literarni lik navihana, polna domislic, vztrajna, odločna in predvsem trmasta Anica Pivnik. Stara je osem let, hodi v tretji razred, zabavo pa ji predstavlja gledanje njene najljubše nadaljevanke. Najbolj jo jezi, da vsi vedo, kaj je prav, njej pa ne gre prav nič od rok in ima občutek, da imajo vsi raje Jakoba kot njo. Živi s staršema in starejšo sestro Mojco. Mnogi pravijo, da sta si tako podobni, da človek ne bi mogel zgrešiti, da sta sestri. Anica pa misli, da ni dveh bolj različnih ljudi na svetu. Anici se Mojca zdi jezikava in zoprna, saj vedno misli, da ima prav. Prizna, da njena sestra bolje izgleda kot ona. Trdi tudi, da je Mojca zanjo trden dokaz, da svet ni pravičen. Majhna, okrogla, z rjavimi dolgimi lasmi in brez obraza. Tako vidi Anica samo sebe, sploh kadar se primerja s svojo sestro, ki ima svetle kodre ter modre oči. 
Jakob
Jakob je Aničin najboljši prijatelj. Je leto mlajši od nje, hodi v sosednji razred ter živi v isti ulici kot ona. Je zelo pameten, potrpežljiv, ves čas poln idej in se nikoli ne pretepa. Včasih ni prepričan vase, nezaupljiv do drugih ljudi in nekoliko sramežljiv. Ko je bil star 5 let mu je v prometni nesreči umrla mama, zato živi sam z očetom in babico, ki zelo lepo skrbita zanj. Ker pa mu ne moreta nuditi vsega, kar ima Anica, ogromno časa preživi pri njej. Od mamine smrti so odrasli do njega bolj prizanesljivi in mu opravičijo tudi kakšno neumnost, ki mu je sicer ne bi, vendar Jakob tega ne izkorišča. Je ubogliv, vljuden in prijazen deček. Aničina mama ga označi celo za malo čudaškega, a kljub vsemu je v mnogih stvareh bolj uspešen od Anice. Ravno to je velikokrat razlog za Aničino ljubosumje.
Mojca
Mojca Pivnik je Aničina starejša sestra. Stara je 12 let. Je v pubertetniških letih, zato se veliko obremenjuje s svojim izgledom. Z Anico se ne razume najbolje, saj meni, da je zelo otročja. Skozi knjige zgodb o Anici Mojca odrašča, spoznava sebe, gradi odnose z bližnjimi, spleta prve ljubezenske vezi in doživlja razočaranja. Navzven se kaže samozavestno, a njeno notranje počutje je velikokrat drugačno. Z Anico postopoma spletata boljše, ne le prijateljske, temveč tudi sestrske vezi.

## Zbirka Anica in njen nastanek
Andrej Ilc, tedanji urednik za otroško in mladinsko književnost pri Mladinski knjigi, je Desi Muck predlagal, naj napiše serijo zgodb za otroke, v katerih nastopa glavna junakinja, ki pa ni ne žival ne rastlina, temveč oseba. Pisateljica je želela napisati zgodbo za otroke, ki je pripeta na realna tla, pri čemer se je zgledovala po zgodbah Ele Peroci. Ime je junakinja dobila po Desini babici Anici, najboljši prijatelj Anice Jakob pa po nikdar rojenem Desinem sinu. Po zbirki so v okviru Otroškega in mladinskega programa Televizije Slovenija posneli nanizanko.

## Prevodi
Prevodi knjig iz zbirke Anica
- Muck, Desa. Anica i sportski dan. Mozaik knjiga. Zagreb 2002.
- Muck, Desa. Anica i velike brige. Mozaik knjiga. Zagreb 2003.
- Muck, Desa. Anica i velika tajna. Mozaik knjiga. Zagreb 2004.
- Muck, Desa. Anica na ljetovanju. Mozaik knjiga. Zagreb 2005.

V pripravi
- Muck, Desa. Annie and the great secret.
- Muck, Desa. Annie in truble.
- Muck, Desa. Annie on holidays.
- Muck, Desa. Annie and Jakob.
- Muck, Desa. Annie and the scary man.
- Muck, Desa. Annie and mothers' day.
- Muck, Desa. Annie and her little bunny.
- Muck, Desa. Annie and sports day.
- Muck, Desa. Annie and her first love.